# Herb gminy Szudziałowo
Herb gminy Szudziałowo – jeden z symboli gminy Szudziałowo, ustanowiony 28 lipca 2000.

## Wygląd i symbolika
Herb przedstawia na tarczy w polu zielonym srebrną podkowę skierowaną barkiem do góry, na której umocowano złoty krzyż kardynalski, a pomiędzy ocelami umieszczono złoty krzyż kawalerski. 